# Reto Suri
Reto Suri, född 25 mars 1989 i Zürich, Schweiz är en schweizisk professionell ishockeyspelare som spelar för schweiziska EV Zug i Nationalliga A.
Suri har även spelat ett flertal matcher för det schweiziska hockeylandslaget.

## Klubbar
- Kloten Flyers, Moderklubb–2008
- Genève-Servette HC, 2008–2010
- HC Lausanne, 2009 (lån)
- Rapperswil-Jona Lakers, 2010–2012
- EV Zug, 2012–